# Фінал Кубка володарів кубків 1994
Фінал Кубка володарів кубків 1994 — футбольний матч для визначення володаря Кубка володарів кубків УЄФА сезону 1993/94, 34-й фінал змагання між володарями національних кубків країн Європи. 
Матч відбувся 4 травня 1994 року у данському Копенгагені за участю володаря Кубка володарів кубків 1992/93 італійської «Парми» та володаря Кубка Англії 1992/93 лондонського «Арсенала». Гра завершилася перемогою англійців з рахунком 1-0, які здобули свій перший титул володарів Кубка володарів кубків.

## Шлях до фіналу
| Арсенал         | Арсенал   | Арсенал         | Арсенал         | 1993/94      | Парма           | Парма          | Парма           | Парма          |
| --------------- | --------- | --------------- | --------------- | ------------ | --------------- | -------------- | --------------- | -------------- |
| Суперник        | Результат | Перший матч     | Повторний матч  | Раунд        | Суперник        | Результат      | Перший матч     | Повторний матч |
| Оденсе          | 3–2       | 2–1 (на виїзді) | 1–1 (вдома)     | Перший раунд | Дегерфорс       | 4–1            | 2–1 (на виїзді) | 2–0 (вдома)    |
| Стандард (Льєж) | 10–0      | 3–0 (вдома)     | 7–0 (на виїзді) | Другий раунд | Маккабі (Хайфа) | 1–1 (пен. 3-1) | 1–0 (на виїзді) | 0–1 дч (вдома) |
| Торіно          | 1–0       | 0–0 (на виїзді) | 1–0 (вдома)     | 1/4 фіналу   | Аякс            | 2–0            | 0–0 (на виїзді) | 2–0 (вдома)    |
| Парі Сен-Жермен | 2–1       | 1–1 (на виїзді) | 1–0 (вдома)     | 1/2 фіналу   | Бенфіка         | 2–2 (ч)        | 1–2 (на виїзді) | 1–0 (вдома)    |

## Деталі
| 4 травня 1994 |

| Арсенал  | 1:0      | Парма |
| -------- | -------- | ----- |
| Сміт 22' | Протокол |       |

| Паркен, Копенгаген Глядачів: 33 765 Арбітр: Вацлав Крондл |

| Арсенал | Парма |

| В                | 1  | Девід Сімен        |     |     |
| З                | 2  | Лі Діксон          |     |     |
| З                | 3  | Найджел Вінтерберн |     |     |
| З                | 5  | Стів Боулд         |     |     |
| З                | 6  | Тоні Адамс (к)     | 25' |     |
| ПЗ               | 4  | Пол Девіс          |     |     |
| ПЗ               | 7  | Кевін Кемпбелл     | 78' |     |
| ПЗ               | 8  | Стів Морроу        |     |     |
| ПЗ               | 10 | Пол Мерсон         |     | 87' |
| ПЗ               | 11 | Ян Селлі           | 51' |     |
| Н                | 9  | Алан Сміт          |     |     |
| Заміни:          |    |                    |     |     |
| В                | 13 | Алан Міллер        |     |     |
| З                | 12 | Енді Лініган       |     |     |
| ПЗ               | 14 | Едді Макголдрік    |     | 86' |
| ПЗ               | 15 | Рей Парлор         |     |     |
| Н                | 16 | Пол Діков          |     |     |
| Головний тренер: |    |                    |     |     |
| Джордж Грем      |    |                    |     |     |

| В                | 1  | Лука Буччі          |     |     |
| З                | 2  | Антоніо Бенарріво   |     |     |
| З                | 3  | Альберто Ді К'яра   |     |     |
| З                | 4  | Лоренцо Мінотті (к) |     |     |
| З                | 5  | Луїджі Аполлоні     |     |     |
| З                | 6  | Роберто Сенсіні     |     |     |
| ПЗ               | 7  | Томас Бролін        |     |     |
| ПЗ               | 8  | Габріеле Пін        |     | 71' |
| ПЗ               | 9  | Массімо Кріппа      | 44' |     |
| ПЗ               | 10 | Джанфранко Дзола    |     |     |
| Н                | 11 | Фаустіно Аспрілья   | 45' |     |
| Запасні:         |    |                     |     |     |
| В                | 12 | Марко Баллотта      |     |     |
| З                | 13 | Роберто Малтальяті  |     |     |
| З                | 14 | Давід Бальєрі       |     |     |
| ПЗ               | 15 | Даніеле Дзоратто    |     |     |
| Н                | 16 | Алессандро Меллі    |     | 71' |
| Головний тренер: |    |                     |     |     |
| Невіо Скала      |    |                     |     |     |